# ラジェンドラ・バンダリー
ラジェンドラ・バンダリー（Rajendra Bhandari、1956年 - ）は、ネパール人の詩人。

## 概略
1956年、インド、西ベンガル州のダージリンで生まれた。
1980年代までシッキムのガントクで暮らし、以後は北ベンガル大学で博士号を取得した。
以後は詩人として、数々の賞を取得した。